# Friedrich Hoffmann (General)
Friedrich Ludwig Hoffmann (* 15. Januar 1795 in Ludwigsburg; † 8. Dezember 1879 in Karlsruhe) war ein badischer Generalleutnant und Kriegsminister.

## Leben
Hoffmanns Vater war Beamter des Herzogtums Pfalz-Zweibrücken und später des Fürstentums Leiningen. Nach dessen Mediatisierung trat er in die Dienste des Großherzogtums Baden. Seine Ausbildung erhielt der junge Friedrich zunächst am Lyzeum Mannheim. Bereits mit 15 Jahren trat er als Fahnenjunker in die Badische Armee ein und machte 1812 als Unterleutnant den Russlandfeldzug Napoleons mit. Nach dem Übergang über die Beresina geriet er in russische Gefangenschaft, aus der er 1814 heimkehrte. 1815 nahm Hoffmann am Feldzug gegen Napoleon teil. 1828 wurde er Hauptmann und Flügeladjutant und war ab 1832 im Kriegsministerium beschäftigt. In dieser Funktion verblieb er bis 1840, wurde aber 1835 zum Major und 1838 zum Oberstleutnant befördert. 1840 wechselte er in den Generalstab und wurde gleichzeitig Kommandant des Infanterie-Regiments „von Freydorf“.
Am 22. März 1848 – kurz vor Beginn des Hecker-Aufstandes – wurde Hoffmann (inzwischen Generalmajor) zum Kriegsminister ernannt. Sein jüngerer Bruder Karl Georg Hoffmann war zu dieser Zeit Leiter des Finanzministeriums. Hoffmann kommandierte selbst am 23. April die badischen und Bundestruppen, die die Freischar unter Franz Sigel bei Günterstal zerschlugen und am 24. April Freiburg einnahmen. Am 24. September 1848 beendete Hoffmann mit seinen Truppen mit dem Gefecht um Staufen den Struve-Putsch. Dafür verlieh ihm Großherzog Leopold das Komturkreuz des Militär-Karl-Friedrich-Verdienstordens.
Nachdem am 11. Mai 1849 in der Bundesfestung Rastatt unter den badischen Truppen eine Meuterei ausgebrochen war, versuchte Hoffmann am 12. Mai vergeblich, die Situation wieder in den Griff zu bekommen, und musste mit wenigen treu gebliebenen Truppen fliehen. Am 13. Mai deckte er mit diesen Truppenresten die Flucht des Großherzogs aus Karlsruhe nach Germersheim. Alle darauf folgenden Versuche Hoffmanns, getreue Truppenverbände zu sammeln, schlugen fehl, worauf er seine wenigen Abteilungen auflöste und sich nach Frankfurt begab. Am 3. Juni 1849 wurde das gesamte großherzoglich badische Kabinett – außer Hoffmann – entlassen; aber auch Hoffmann trat am 8. Juni von seinem Ministeramt und dem aktiven Militärdienst zurück.
1850 wurde er in das Volkshaus des Erfurter Unionsparlaments gewählt. Für die Sessionen des 20. ordentlichen Landtags (30. November 1861 bis 23. Juli 1863) ernannte ihn der Großherzog zum Mitglied der ersten Kammer der Badischen Ständeversammlung, wo er auch Vizepräsident wurde.

## Familie
Hoffmann heiratete Karoline Gmelin († 1823), eine Tochter des Botanikers Karl Christian Gmelin. Der Arzt Adolf Hoffmann (1822–1899), der sich einen Namen als Militärarzt sowie als Vorkämpfer für die ärztliche Selbstverwaltung erwarb, war sein Sohn.

## Schriften
- Beitrag zur Beantwortung der Frage: Welches sind die Ursachen der plötzlichen Auflösung aller Disciplin in dem badischen Armee-Corps? Karlsruhe 1849 Google Digitalisat
- Die neue Kriegsführung. Fliegende Blätter aus der Mappe eines Soldaten. 1869.